# Вулиця Чернеча Гора
Вулиця Чернеча Гора —  — вулиця у Личаківському районі міста Львова, місцевість Кайзервальд. Починається від вулиці Ніжинської та прямує територією Регіонального ландшафтного парку «Знесіння» до музею народної архітектури та побуту імені Климентія Шептицького. Прилучаються вулиці Стрілецька та Петра Могили.

## Історія та забудова
Вулицю прокладено за радянських часів на місці колишнього Верхнього Корсо — прогулянкової доріжки, де за польських часів здійснювали кінні прогулянки та названо на честь Чернечої (Тарасової) гори у Каневі, складової частини Шевченківського національного заповідника «Тарасова гора» — місця поховання українського поета Тараса Шевченка.
Житлова та промислова забудова на вулиці Чернеча Гора відсутня. Єдиною організацією, яка розташована на ній — музей народної архітектури та побуту імені Климентія Шептицького, більш відомий як «Шевченківський гай».